# Marktoberdorf
Marktoberdorf – miasto powiatowe w południowych Niemczech, w kraju związkowym Bawaria, w rejencji Szwabia, w regionie Allgäu, siedziba powiatu Ostallgäu. Leży w Allgäu, około 25 km na wschód od Kempten (Allgäu), nad rzeką Wertach, przy drodze B12, B16 i linii kolejowej Füssen-Kaufbeuren.

## Polityka
Burmistrzem miasta jest Werner Himmer, w radzie gminy zasiadają 24 osoby.
|      | CSU | SPD | FW | Zieloni | BP | Razem |
| 2008 | 9   | 3   | 7  | 3       | 2  | 24    |
| 2002 | 9   | 4   | 6  | 3       | 2  | 24    |

## Osoby urodzone w Marktoberdorfie
- Johann Mühlegg – biegacz narciarski
- Kevin Volland – piłkarz
- Genovefa Weber – śpiewacza operowa

## Współpraca
Miejscowości partnerskie:
- Vrchlabí, Czechy
- Waldmünchen, Bawaria